# Otto von Feilitzen
Otto Theodor Fabian von Feilitzen, född 22 april 1820 i Skeda socken, Östergötland, död 4 september 1889 i Stockholm, var en svensk arkivarie, skolledare och författare. Han var bror till Carl Fredrik Johan och August Gustaf Reinhold von Feilitzen samt far till Hugo von Feilitzen.
von Feilitzen promoverades till filosofie magister i Uppsala 1845 samt anställdes två år senare i Riksarkivet, där han 1874–1877 var aktuarie och 1877–1885 arkivarie. Åren 1851–1874 var han jämte Carl Johan Bohman föreståndare för Stockholms lyceum. Sitt författarskap inledde von Feilitzen vid 20 års ålder med en serie folkskrifter, av vilka den första, Grannarne i skärgården (1840), länge blev hans signatur. Av dessa småskrifter, med vilka han ville förädla och upplysa de lägre klasserna, kan nämnas Sågsbo-Barnens vandringsår (1842), Hultet förr och nu, eller midsommaraftonen (1843), Hult-Eriks och Elins historia (1843), Farfars historiska berättelser (1848) och Tomtebolycka, saga ur lifvet (1852).
På det pedagogiska och sociala området offentliggjorde von Feilitzen Flärden och nöden (1868), Pietism, rationalism, statskyrka och reform (1869), Lärdomsskola och medborgerlig bildning (1871) samt en stor mängd uppsatser i tidningar och tidskrifter. I dessa framhöll han att elementarbildningen borde vila på klassisk grund men med fosterländsk riktning; i sociala frågor ansåg han att de lägre klasserna hjälps bäst när de lärs att hjälpa sig själva. På uppdrag av Riksarkivet utgav han Kyrkoordningar och förslag dertill före 1686 (1872–1888) och översatte även Hans Lassen Martensens och Jean Frédéric Lobsteins arbeten. von Feilitzens sociala och filantropiska engagemang tog sig även uttryck i att han 1869 var drivande vid bildandet av Föreningen för sinnesslöa barns vård, vars sekreterare han förblev till sin död. Han gifte sig 1853 med Maria Eleonora Karolina Lovisa Leyonmarck.